# Eksztraliha
Az Eksztraliha (oroszul: Экстраліга) egy fehérorosz professzionális jégkorongbajnokság. A 2023-24-es szezonban 12 csapat játszott a bajnokságban. 

## Lebonyolítás

### Alapszakasz
Az alapszakaszban 12 csapat vesz részt. Egy csapat összesen 55 mérkőzést játszik, mindegyik csapattal 5-öt.

### Rájátszás
A rájátszás negyeddöntőjébe az alapszakaszban 6 legtöbb pontot szerző csapat jut be. A 7-10. helyezett csapatok a nyolcaddöntőben 2 nyert meccsig tartó sorozatokban mérkőznek meg a negyeddöntőbe jutásért. A negyeddöntőtől kezdve 4 nyert meccsig tartó sorozatokat játszanak.

## Résztvevők

### Jelenlegi csapatok
| Csapat                | Város       | Aréna                                       | Befogadóképesség |
| --------------------- | ----------- | ------------------------------------------- | ---------------- |
| HK Breszt             | Breszt      | Breszti Jégpalota                           | 2 000            |
| HK Vicebszk           | Vicebszk    | Vicebszki Jégpalota                         | 1 900            |
| HK Dinama-Maladzecsna | Maladzecsna | Maladzecsnai sport- és szórakoztató centrum | 2 197            |
| HK Homel              | Homel       | Homeli Jégpalota                            | 2 760            |
| HK Lida               | Lida        | Lidai Jégpalota                             | 1 000            |
| HK Lakamatyiv         | Orsa        | Orsai Jégpalota                             | 3 500            |
| HK Metalurh Zslobin   | Zslobin     | Metalurh Jégpalota                          | 2 018            |
| HK Mahiljov           | Mahiljov    | Mahiljovi Sportpalota                       | 3 048            |
| HK Nyoman Hrodna      | Hrodna      | Hrodnai Jégpalota                           | 2 550            |
| Himik Navapolack      | Navapolack  | Kulturális és sportpalota                   | 1 200            |
| HK Sahcor Szalihorszk | Szalihorszk | Sport- és szórakoztatóközpont               | 1 759            |
| HK Junactva-Minszk    | Minszk      | Csizsovka-Aréna                             | 8 807            |

## Nézettség
| Szezon  | Átlagos nézőszám | Helyezés | Legnézettebb csapat |
| ------- | ---------------- | -------- | ------------------- |
| 2021–22 | 598              | 14.      | HK Homel (1253)     |
| 2022–23 | 918              | 13.      | HK Vicebszk (1425)  |
| 2023–24 | 1089             | 15.      | HK Homel (2 162)    |
| 2024–25 | 1138             | 15.      | HK Homel (2 072)    |